# Santa Maria (Republika Zielonego Przylądka)
Santa Maria (oficjalnie Cidade de Santa Maria) – miasto w Republice Zielonego Przylądka na południu wyspy Sal. Według spisu powszechnego z 2010 r. miejscowość zamieszkiwało 6258 osób. Główny ośrodek turystyczny w kraju z dobrze rozwiniętą infrastrukturą hotelarską. Plaże wokół miasta, w tym najsłynniejsza Ponta Preta, są uznawane za jedne z najlepszych na świecie miejsc do uprawiania kitesurfingu i windsurfingu.

## Historia
Santa Maria jest najstarszą stałą miejscowością na wyspie Sal. Została założona w latach 30. XIX wieku przez Manuela Antonio Martinsa, który rozpoczął przemysłową eksploatację soli. W 1930 r. firma portugalska J. A. Nascimento założyła zakład przetwórstwa rybnego. Wydobycie soli i rybołówstwo były głównymi źródłami zarobku mieszkańców do lat 80. XX wieku. W 1967 r. Georges Vynckier z Belgii założył pensjonat Morabeza, uznawany dziś za najstarszy hotel w kraju. W 1984 r. zaprzestano wydobycia soli, wkrótce jednak zaczęły się pojawiać nowe miejsca noclegowe. Według spisu powszechnego z 1990 r. ludność miejscowości wynosiła 1343 osoby. Gwałtowny rozwój turystyki i budowa kilku kompleksów hotelarskich doprowadziły do kilkukrotnego wzrostu liczby mieszkańców, napływu imigrantów z reszty kraju i z Afryki Zachodniej oraz uzyskania statusu miasta w 2010 r.

## Gospodarka
Santa Maria jest głównym ośrodkiem turystycznym Republiki Zielonego Przylądka. Gości przyciągają białe plaże, słoneczna pogoda i znakomite warunki do uprawiania sportów wodnych. W 2013 r. ponad 40% dostępnych miejsc noclegowych kraju znajdowało się w Santa Marii. Rybołówstwo stanowi obecnie w większym stopniu atrakcję turystyczną i jest źródłem zarobku nieznacznej części mieszkańców. Handel rybami i owocami morza odbywa się głównie na molo w Santa Maria.

## Transport
Miasto jest połączone dwupasmową drogą z lotniskiem i miastem Espargos. Istnieją liczne połączenia prywatnych busów (zw. aluguer) do Espargos, taksówki, możliwość wynajęcia samochodu, quada lub roweru elektrycznego.